# Afera Daily Telegraph
Afera Daily Telegraph bila je afera koja je uslijedila nakon objavljivanja 28. listopada 1908. u britanskom listu Daily Telegraph primjedbi njemačkog cara Vilima II. s ciljem poboljšanja njemačko-britanskih odnosa. Bila je to velika diplomatska zabluda koja je pogoršala odnose i jako narušila Kaiserov ugled; nakon toga igrao je mnogo manju ulogu u odlučivanju vanjske politike. Ova epizoda imala je daleko veći odjek u Njemačkoj nego u inozemstvu.
Telegraph je predstavio ono što se činilo kao intervju s carem. Zapravo su to bile prepravljene bilješke o razgovoru koji je vodio britanski časnik Edward Montagu-Stuart-Wortley s Vilimom II. 1907. Telegraph je "intervju" poslao na odobrenje Vilimu II., koji ga je pak proslijedio kancelaru Bernhardu von Bülowu, koji je kasnije izjavio da je previše zauzet za uređivanje dokumenta, iako su Bülowljevi kritičari tvrdili da ne želi proturječiti caru.  Umjesto toga Bülow je to proslijedio Ministarstvu vanjskih poslova na njihov pregled, što se očito nije dogodilo. Uključivao je neodmjerene izjave i diplomatski štetne primjedbe, od kojih je bila najzloglasnija
Wilhelm je intervju vidio kao priliku za promicanje svojih pogleda i ideja o anglo-njemačkom prijateljstvu, ali zbog svojih emocionalnih ispada tijekom intervjua, završio je s daljnjim otuđivanjem ne samo Britanaca, već i Francuza, Rusa, i Japanaca. Izravno je, između ostalog, rekao da Nijemce uopće nije briga za Britance; da su Francuzi i Rusi pokušali potaknuti Njemačku na intervenciju u Drugom burskom ratu; i da je gradnja njemačke mornarice bila usmjerena protiv Japana, a ne Britanije.

## Učinak
Britansko je vodstvo već shvatilo da je Wilhelm pomalo psihički uznemiren i ovo je vidjelo kao daljnji dokaz njegove nestabilne osobnosti, nasuprot naznakama službenog njemačkog neprijateljstva.
Ova kriza duboko je ranila Wilhelmovo prethodno neokrnjeno samopouzdanje, ubrzo je pretrpio i jaku depresiju od koje se nikad nije potpuno oporavio. Izgubio je velik dio utjecaja koji je prethodno vršio u unutarnjoj i vanjskoj politici.
Učinak u Njemačkoj bio je prilično značajan; snažna sramota praćena je ozbiljnim pozivima na Kaiserovo odstupanje s vlasti. Konzervativni Junker političar Elard von Oldenburg-Januschau bio je jedini član Reichstaga koji je branio Kaisera tijekom cijele afere. Wilhelm se držao vrlodiskretno mjesecima nakon fijaska Daily Telegraph-a, potonuvši u duboku depresiju, nikad se potpuno oporavivši od poniženja. Kasnije se osvetio prisiljavajući na ostavku kancelara Bülowa, koji je pustio cara da se javno osramoti ne uredivši prijepis prije njegove njemačke objave. Bülow se u svojim memoarima podsjetio toga: